# Открытый женский чемпионат Лугано по теннису
Открытый женский чемпионат Лугано по теннису (англ. Ladies Open Lugano) — женский профессиональный международный теннисный турнир, проходящий весной в Лугано (Швейцария) на открытых грунтовых кортах. С 2017 года относится к международной серии WTA с призовым фондом 250 тысяч долларов и турнирной сеткой, рассчитанной на 32 участницы в одиночном разряде и 16 пар.

## Общая информация
Турнир был введён в календарь WTA тура в 2017 году и сначала проводился в городе Биль. В 2018 году турнир был перенесён в Лугано, покрытие кортов также изменили с харда на грунт.

## Финалы турнира
| Год    | Победитель          | Финалист        | Счёт        |
| ------ | ------------------- | --------------- | ----------- |
| Лугано |                     |                 |             |
| 2019   | Полона Херцог       | Ига Свёнтек     | 6-3 3-6 6-3 |
| 2018   | Элизе Мертенс       | Арина Соболенко | 7-5 6-2     |
| Биль   |                     |                 |             |
| 2017   | Маркета Вондроушова | Анетт Контавейт | 6-4 7-6(6)  |

| Год  | Победители                         | Финалисты                              | Счёт           |
| ---- | ---------------------------------- | -------------------------------------- | -------------- |
| 2019 | Сорана Кырстя Кристина-Андрея Миту | Галина Воскобоева Вероника Кудерметова | 1-6 6-2 [10-8] |
| 2018 | Элизе Мертенс Кирстен Флипкенс     | Вера Лапко Арина Соболенко             | 6-1 6-3        |
| 2017 | Моника Никулеску Се Шувэй          | Тимея Бачински Мартина Хингис          | 5-7 6-3 [10-7] |